# (24795) 1994 AC17
1994 أي سي 17 (ويعرف أيضًا باسم (24795) 1994 أي سي 17 وفق تسمية الكوكب الصغير) (بالإنجليزية: 1994 AC17)‏ هو كويكب ضمن حزام الكويكبات؛ وترتيبه 24795 من حيث الاكتشاف.
اكتُشف هذا الجُرم الفلكي بواسطة هيروشي كانيدا في 5 يناير 1994.

## وصلات خارجية
- (24795) 1994 AC17 في قاعدة بيانات مختبر الدفع النفاث لأجرام النظام الشمسي الصغيرة

- الاكتشاف · مخطط المدار ·  العناصر المدارية · المعلمات المادية

- (24795) 1994 AC17 على موقع ويكي سكاي: DSS2, SDSS, GALEX, IRAS, Hydrogen α, X-Ray, Astrophoto, Sky Map, Articles and images